# Porzana
Porzana Vieillot, 1816 è un genere di uccelli della famiglia dei Rallidi.

## Tassonomia
Comprende tre specie:
- Porzana carolina (Linnaeus, 1758) - voltolino americano;
- Porzana porzana (Linnaeus, 1766) - voltolino eurasiatico;
- Porzana fluminea Gould, 1843 - voltolino australiano.

In passato a questo genere veniva ascritto un numero maggiore di specie, ma la maggior parte di esse è stata classificata recentemente in un nuovo genere, Zapornia.